# Pirgachha
Pirgachha è un sottodistretto (upazila) del Bangladesh situato nel distretto di Rangpur, divisione di Rangpur. Si estende su una superficie di 265,32 km² e conta una popolazione di 313.319  abitanti (censimento 2011).